# والنتینا کارپنکو
والنتینا کارپنکو (انگلیسی: Valentyna Karpenko؛ زادهٔ ۹ دسامبر ۱۹۷۲) دوچرخه‌سوار اهل اوکراین است.وی همچنین از دوچرخه‌سواران بازی‌های المپیک تابستانی ۲۰۰۰ و ۲۰۰۴ بوده است.